# Vande Mataram (album)
Vande Mataram est le premier album studio de l'artiste indien A. R. Rahman, sorti le 12 août 1997, sous le label Columbia Records. L'album est ré-édité le 9 décembre 1997, lors du cinquantième anniversaire Jubilé d'or de l'indépendance de l'Inde qui a contribué à insuffler un sentiment de fierté patriotique et d'unité nationale parmi le peuple indien. Depuis sa sortie, l'album et sa chanson principale Maa Tujhe Salaam ont eu un impact profond et fédérateur sur l'humeur nationaliste et patriotique du pays.
Acclamé par la critique de la presse et du public, Maa Tujhe Salaam est l'une des chansons les plus populaires en Inde. La popularité de la chanson était telle que, en 2002, la BBC World Service a mené un sondage international pour choisir les dix meilleures chansons de tous les temps. Environ 7 000 chansons furent sélectionnées dans le monde, Maa Tujhe Salaam est classée en deuxième place. Le Guinness World Records lui décerne le titre de la chanson interprétée dans le plus grand nombre de langues.

## Genèse
En 1996, lorsque A. R. Rahman part pour Bombay (aujourd'hui Mumbai) pour assister à la cérémonie des Screen Awards, il retrouve son ami d'enfance Bharat Bala. Au cours de cette réunion, ils suggèrent la conceptualisation d'un album pour célébrer le cinquantenaire de l'indépendance indienne et de rendre hommage à l'Inde. Avant la publication, A. R. Rahman commente :

« Je dédie cet album aux générations futures de l'Inde. Je souhaite que cet album les incite à grandir avec la richesse des valeurs humaines et de l'ethnie que ce pays prodige. »

Plusieurs cartes postales ont été fournis avec l'album, de manière à diffuser des messages de valeurs esthétiques. Les thèmes utilisés étaient « liberté, amour, harmonie, paix ».
A. R. Rahman a suggéré que l'album rendait hommage à la patrie et présentait des chansons avec les trois couleurs du drapeau indien.

## Liste des pistes
| 1.    | Maa Tujhe Salaam                                | Mehboob Kotwal                           | 6:11 |
| 2.    | Revival                                         | Bankim Chandra Chatterji                 | 7:40 |
| 3.    | Gurus of Peace (duo avec Nusrat Fateh Ali Khan) | Mehboob Kotwal, Tim Cody & Dinesh Kapoor | 6:27 |
| 4.    | Tauba Tauba                                     | Mehboob Kotwal                           | 6:11 |
| 5.    | Only You                                        | Mehboob Kotwal                           | 5:40 |
| 6.    | Missing (Vande Mataram)                         | —                                        | 5:11 |
| 7.    | Thai Manne Vanakkam                             | Vairamuthu                               | 6:11 |
| 8.    | Masoom                                          | Gulzar                                   | 6:08 |
| 9.    | Musafir (duo avec Faye)                         | Tim Kody & Kanika Myer Bharat            | 5:43 |
| 56:09 |                                                 |                                          |      |